# Viga
Viga (rusky Вига) je řeka v Kostromské oblasti v Rusku. Je dlouhá 175 km. Povodí řeky má rozlohu 3 360 km².

## Průběh toku
Pramení na Galičské vysočině a protéká rovinatou krajinou. Koryto je velmi členité. Ústí zprava do Unži (povodí Volhy) na 342 říčním kilometru.

## Vodní režim
Zdrojem vody jsou sněhové a dešťové srážky. Zamrzá v listopadu a rozmrzá na začátku dubna.

## Využití
Je splavná pro vodáky.